# Зірочник
Зірочник (Stellaria L.) — рід рослин родини гвоздикових.

## Морфологічний опис

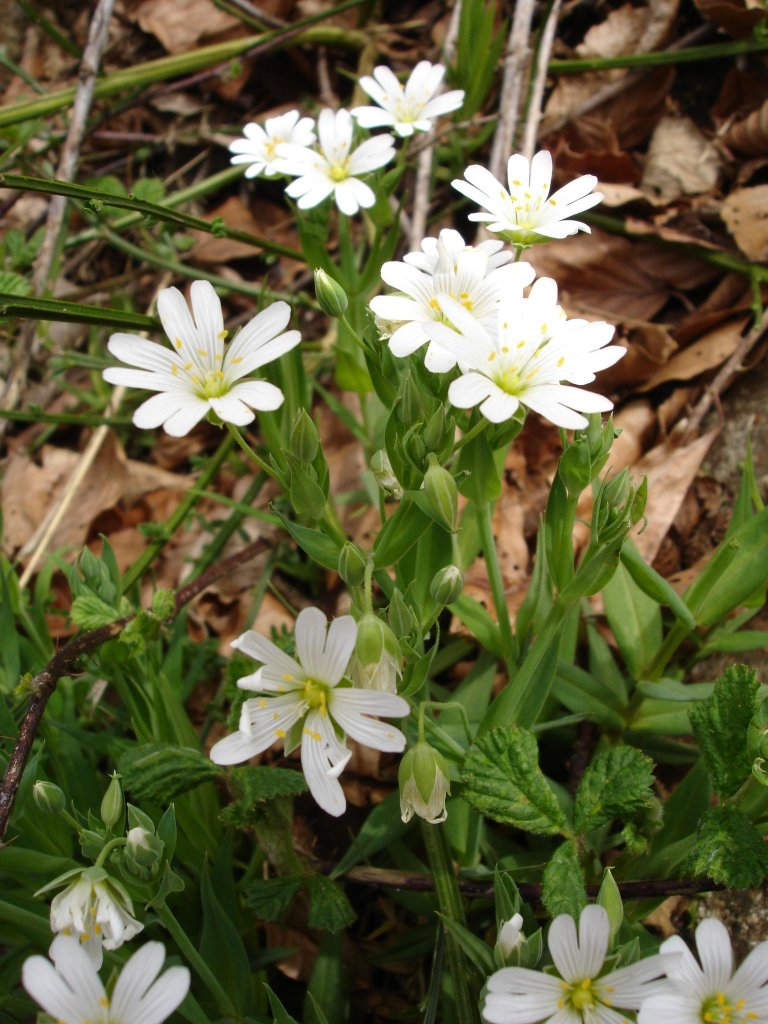
Зірочник гайовий (Stellaria nemorum)

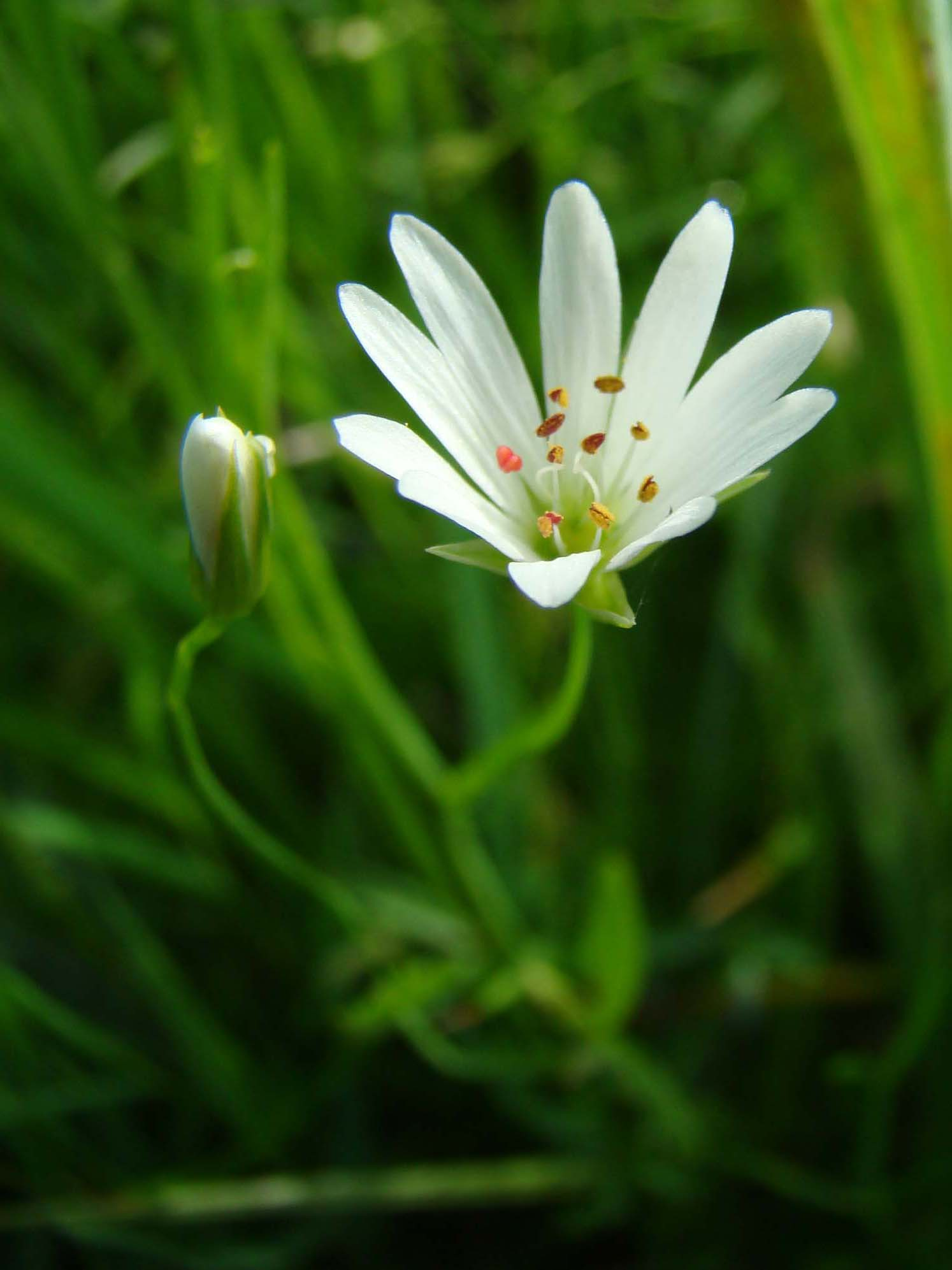
Зірочник болотний (Stellaria palustris)

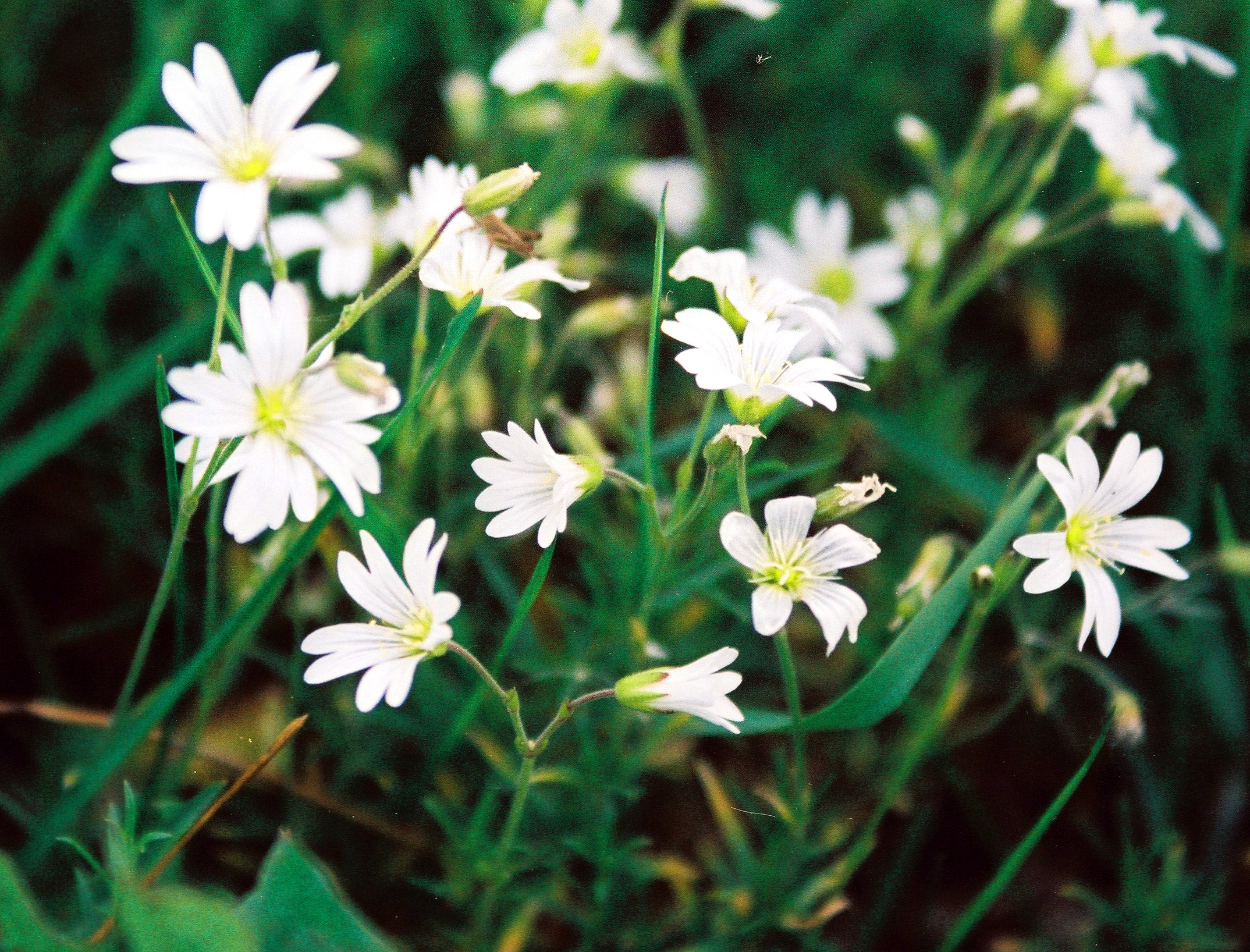
Зірочник лісовий (Stellaria holostea)

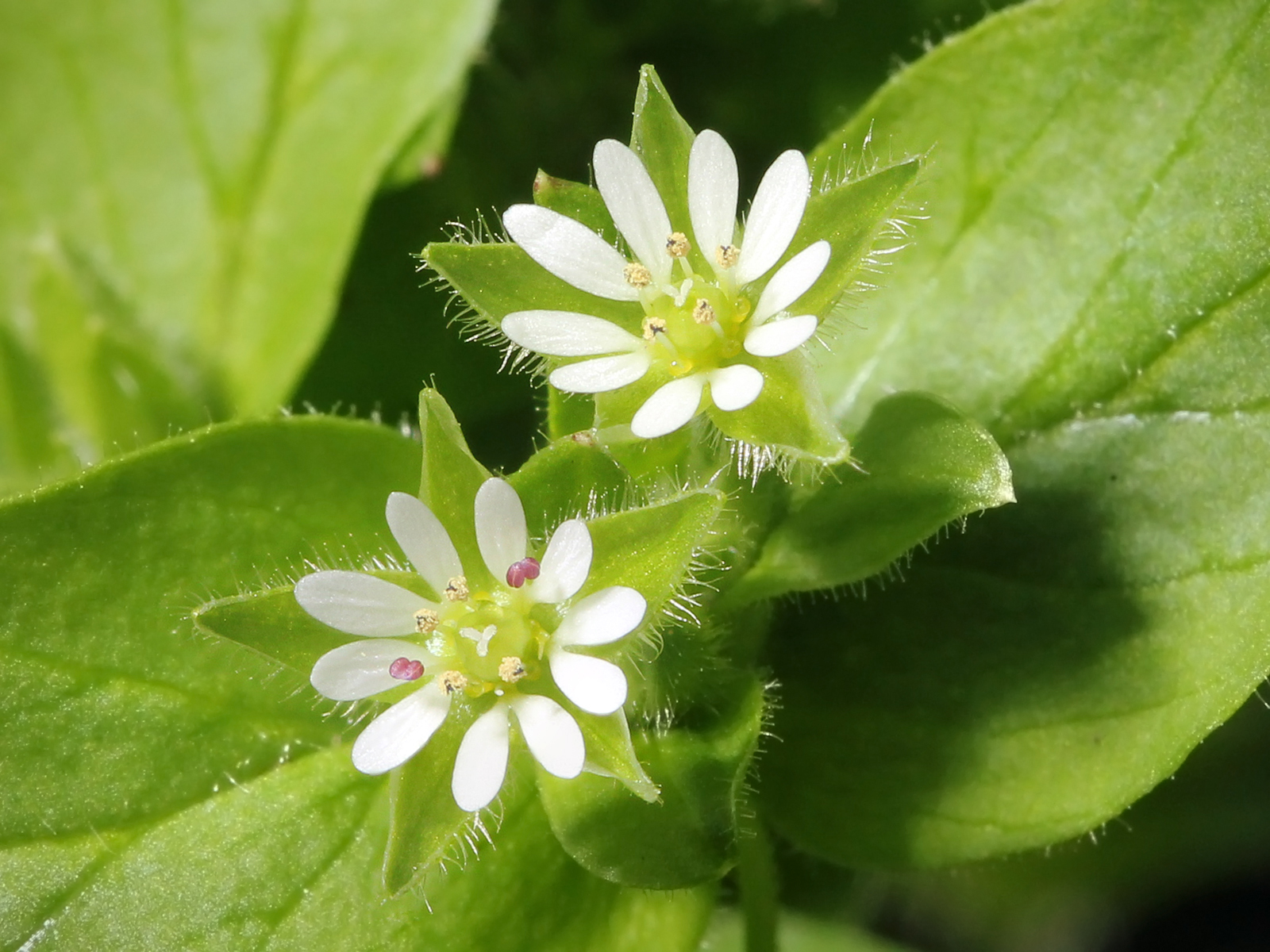
Зірочник середній (Stellaria media)

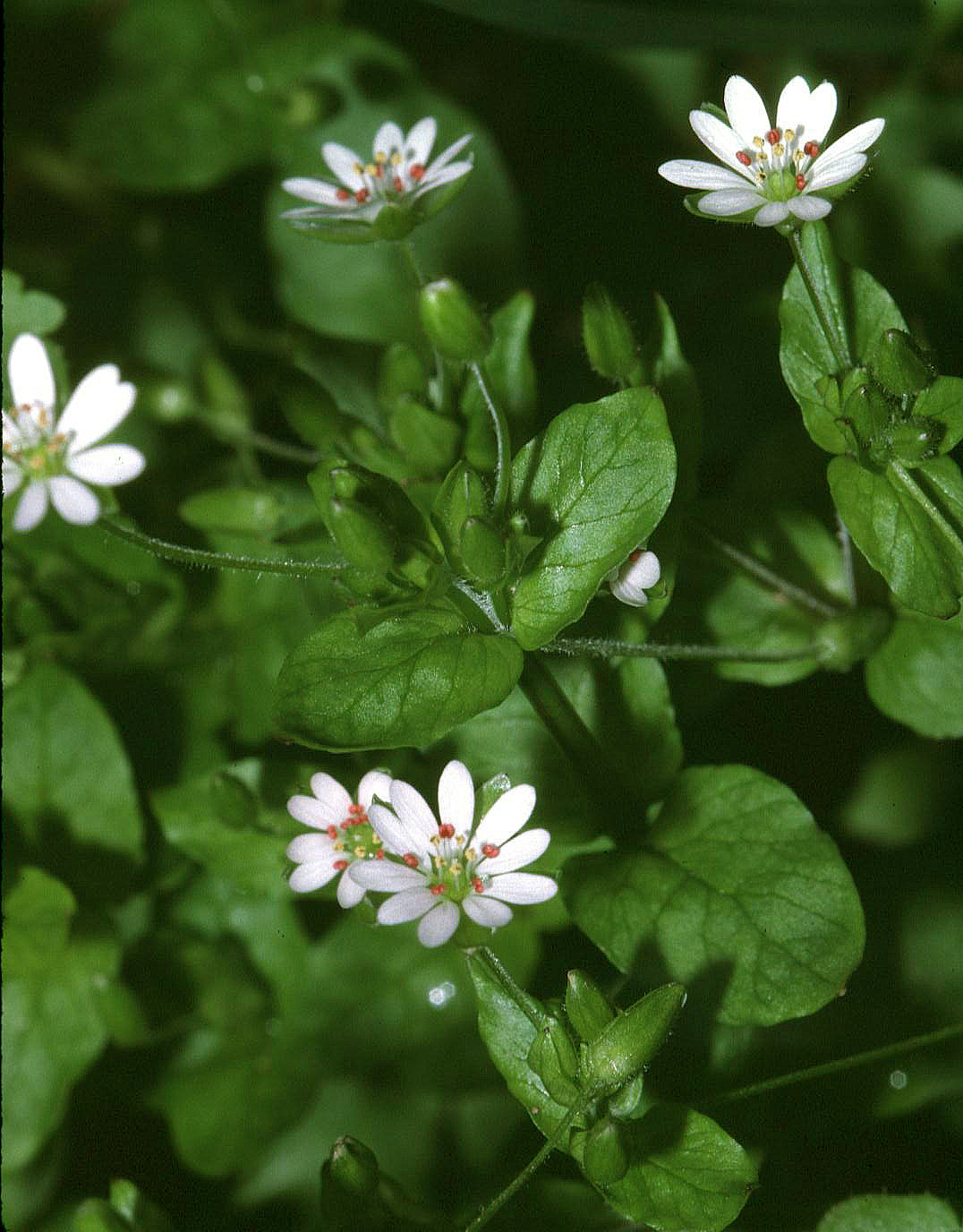
Зірочник занедбаний (Stellaria neglecta)

Багаторічні, рідше одно-і дворічні трави з супротивними лінійно-ланцетними або яйцеподібними листками. Оцвітина здебільшого 5-членна, пелюстки білі, двуроздільні або виїмчасті, тичинок 10; плід — коробочка.

## Поширення в Україні
В Україні зустрічається 14 видів роду. Найпоширеніші зірочник лісовий (Stellaria holostea), що росте в листяних і змішаних лісах, на узліссях, у садах і парках, і зірочник злаковидний, або п'яна трава (Stellaria graminea), — на луках, у світлих лісах і на узліссях, іноді в посівах; отруйна для коней і рогатої худоби рослина. Зірочник середній, або мокриця (Stellaria media), — злісний бур'ян городів і полів, що мешкає також біля житла і на засмічених місцях.

### Охорона в Україні
До Офіційного переліку регіонально рідкісних рослин Дніпропетровської області включені зірочник гайовий (Stellaria nemorum) і зірочник болотний (Stellaria palustris).
До Офіційного переліку регіонально рідкісних рослин Донецької області занесений зірочник болотний (Stellaria palustris).
До Офіційного переліку регіонально рідкісних рослин Закарпатської області входять зірочник Барта (Stellaria barthiana), зірочник довголистий (Stellaria longifolia) і зірочник болотний (Stellaria palustris).
До Офіційного переліку регіонально рідкісних рослин Львівської області включений зірочник товстолистий (Stellaria crassifolia).
До Офіційного переліку регіонально рідкісних рослин Сумської області занесений зірочник гайовий (Stellaria nemorum).

## Види
Існує понад 100 видів.
| - Stellaria alaschanica - Stellaria amblyosepala - Stellaria americana - Stellaria antoniana - Stellaria aphanantha - Stellaria aphananthoidea - Stellaria arenarioides - Stellaria arisanensis - Stellaria arvalis - Stellaria bistyla - Stellaria borealis - Stellaria brachypetala - Stellaria bungeana - Stellaria calycantha - Stellaria celsa - Stellaria cherleriae - Stellaria chilensis - Stellaria chinensis - Stellaria ciliatisepala - Stellaria circinata - Stellaria concinna - Stellaria congestiflora - Stellaria corei - Stellaria crassifolia - Stellaria crassipes - Stellaria crispa - Stellaria cryptopetala - Stellaria cuspidata - Stellaria debilis - Stellaria decumbens - Stellaria delavayi - Stellaria depressa - Stellaria dianthifolia - Stellaria dichotoma - Stellaria dicranoides - Stellaria discolor | - Stellaria ebracteata - Stellaria fennica - Stellaria filicaulis - Stellaria fischerana - Stellaria fontinalis - Stellaria graminea - Stellaria gyangtseensis - Stellaria gyirongensis - Stellaria hebecalyx - Stellaria henryi - Stellaria hippoctona - Stellaria holostea - Stellaria humifusa - Stellaria imbricata - Stellaria infracta - Stellaria irazuensis - Stellaria irrigua - Stellaria laevis - Stellaria lanata - Stellaria lanceolata - Stellaria lanipes - Stellaria longifolia - Stellaria longipes - Stellaria mainlingensis - Stellaria mannii - Stellaria martjanovii - Stellaria media - Stellaria monosperma - Stellaria montioides - Stellaria neglecta - Stellaria nemorum - Stellaria nepalensis - Stellaria nipponica - Stellaria nitens - Stellaria obtusa - Stellaria omeiensis | - Stellaria ovata - Stellaria ovatifolia - Stellaria oxycoccoides - Stellaria pallida - Stellaria palustris - Stellaria parva - Stellaria parviumbellata - Stellaria patens - Stellaria pedersenii - Stellaria petiolaris - Stellaria petraea - Stellaria pilosoides - Stellaria poeppigiana - Stellaria pubera - Stellaria pusilla - Stellaria radians - Stellaria recurvata - Stellaria reticulivena - Stellaria rupestris - Stellaria ruscifolia - Stellaria salicifolia - Stellaria soongorica - Stellaria souliei - Stellaria strongylosepala - Stellaria subumbellata - Stellaria tibetica - Stellaria uda - Stellaria uliginosa - Stellaria umbellata - Stellaria venezuelana - Stellaria vestita - Stellaria webbiana - Stellaria weddellii - Stellaria winkleri - Stellaria wushanensis - Stellaria yunnanensis - Stellaria zangnanensis |